# 조영제 (디자이너)
조영제(趙英濟, 1935년 5월 27일 ~ 2019년 9월 6일)는 대한민국의 그래픽 디자이너·서울대학교 명예교수이다. 대한민국 최초로 아이덴티티 디자인을 도입한 선구자로 88서울올림픽 디자인전문위원회 위원장, 서울대학교 미술대학장, 한국디자인단체총연합회 초대 회장 등 한국 디자인의 여명기인 1960년대부터 활동하며 학계와 디자인계를 주도적으로 이끌어 온 디자이너이다.

## 생애
조영제는 1935년 서울시 성북구에서 태어나 1958년 서울대학교 응용미술학과를 졸업하고 1965년 모교 교수로 임용되어 36년간 재직했다. 조영제가 대학을 다니던 1950년대 중반은 디자인과 공예의 개념이 구분되기 전으로 대한민국미술전람회(약칭 ‘국전’) 공예부의 영향력이 커서 디자인 전공생들도 공예부에 작품을 출품했다. 조영제도 대학교 3학년 때 국전 공예부 입선, 4학년 때 공예부 특선과 입선을 했으나 졸업 후 스스로 진로를 그래픽 디자인으로 정한 뒤로는 더 이상 공예 작업을 하지 않았다. 이후 정부가 디자인 진흥을 위해 제1회 대한민국상공미술전람회(약칭 상공미전, 대한민국디자인전람회의 전신) 개최를 준비하는 과정에서, 조영제는 한홍택, 김교만, 염인택, 조병덕 등과 함께 제1부 상업미술부 심사위원으로 참여했다. 상업미술부, 공예미술부, 공업미술부 등 총 3부로 구성된 상공미전의 출범(1966년)은 일제강점기 때의 선전 공예부와 해방 후 국전 공예부의 영향에서 벗어나, 초창기 한국디자인이 시각디자인과 공업디자인을 양대 축으로 삼아 디자인의 제도적 틀을 형성하는 데 영향을 미쳤다.
대학 졸업 후 조영제는 화신산업과 조흥은행에 근무하였고 중간에 잠시 개인 디자인 사무실을 운영하기도 했다. 한홍택의 추천으로 덕성여대 생활미술과 주임교수로 근무하다가 1965년 12월에 서울대학교 미술대학 응용미술과로 자리를 옮겨 두 차례 학장직을 수행하며 2000년 정년퇴임을 했다. 2001년부터는 동서대학교 디자인전문대학원 원장으로 취임하여 7년간 지역 디자인 교육에 힘썼다.
조영제는 ‘조영제 디자인 연구실’(현재 CDR)을 중심으로 국내 수많은 기업의 CI(Corporate Identity)를 진행했는데 그가 CI와 인연을 맺게 된 것은 OB맥주 레이블 리뉴얼 디자인 작업부터다. 동양맥주에 디자인 자문을 하던 민철홍은 1972년에 동양맥주로부터 레이블 디자인 의뢰를 받고 동료 교수인 조영제, 양승춘과 함께 작업하였고, 조영제의 아이디어가 최종 채택되었다. 동양맥주는 이 레이블 디자인을 회사 심벌마크로 확대 적용했는데 이 작업을 조영제가 맡아 우리나라 최초의 아이덴티티 디자인 사례가 됐다. 동양맥주와 제일제당의 CI 프로젝트를 성공적으로 마친 조영제는 이듬해인 1975년에 제일모직과 신세계백화점의 CI도 개발했다. 1976년 3월에 신세계미술관에서 열린 ‘조영제 디자인展: 데코마스(DECOMAS) 사례전’은 동양맥주, 제일모직, 신세계백화점의 CI 개발 사례를 정리하여 보여준 전시회로 국내 기업계에 CI 붐을 촉발시키는 계기가 되었다. 조영제는 당시로서는 생소했던 CI 개념을 국내 기업인과 일반인에게 이해하기 쉽게 알리고 그 중요성을 널리 전파하기 위해 이 전시회를 기획했다.
한편 ‘조영제 디자인展: 데코마스 사례전’이 개최된 같은 해 12월에 조영제는 서울미대 학술지인 <조형> 창간호에 ‘한글기계화(타자기)를 위한 구조의 연구’라는 논문을 발표하였다. 그는 이 연구에서 “한글 타자기에서는 네모꼴 글자를 사용하기 힘들기 때문에 타자기에 적합한 글자꼴을 디자인해야 타자기로도 아름다운 한글을 사용할 수 있다.”고 주장하면서 디자이너로서는 최초로 한글 탈네모꼴 모듈을 제안했다. 조영제 자신은 후속 연구를 진행하지 않았으나 이후 김인철, 이상철, 김진평, 안상수, 한재준, 석금호, 구성회 등에 의해 탈네모꼴 글자 실험과 개발이 이어졌다.
1972년에는 한국그래픽디자인협회(KSGD)를 창립하고 이후 한국시각디자인협회(KSVD)로 개칭하여 1993년 해산되기 전까지 총 네 차례에 걸쳐 이 협회의 회장직을 수행하였고, 이후 1994년에 출범한 한국시각정보디자인협회(VIDAK)의 초대회장과 1995년에 만들어진 한국디자인법인단체총연합회(현재 한국디자인단체총연합회) 초대회장을 역임하는 등 디자인 관련 협회 활동 역시 왕성하게 했다. 국제교류도 활발히 하여 1979년에 일본디자인학회 1호 해외 회원을 거쳐 1997년 객원회원(Honorary Membership)이 됐다. 우리나라 디자인 성장기인 70,80년대 KSVD-JAGDA 교류전 및 해외 디자이너 초청 강연회를 추진하였고 KSVD 회장 재임 시절인 1983년에 국제그래픽디자인단체협의회(ICOGRADA) 가입을 주도 하였다. 또한 1984년 제1회 'Morisawa Awards International Typeface Competition'(일본) 국제심사위원을 시작으로 2000년 초반까지 일본, 홍콩, 중국 등 국제 어워드의 심사위원으로 참여하여 국제적으로 한국 디자이너의 위상을 높였다.
조영제는 88서울올림픽의 행사 및 디자인 콘셉트 설정을 위해 윤호섭과 함께 <88서울올림픽 마스터플랜>을 작성하고 1982년부터 1988년 올림픽 개막 때까지의 연도별 시행계획을 마련했다. 1982년부터 1988년까지 조영제는 서울올림픽대회조직위원회의 디자인전문위원회 위원장을 맡아 디자인 전반을 총괄하고 공식 포스터와 스포츠 포스터를 디자인했다.
조영제는 로마올림픽의 판화 기법, 스톡홀름올림픽의 사실적인 기법, 도쿄올림픽의 컬러 사진, 뮌헨올림픽의 솔라리제이션 기법 등 역대 많은 올림픽 포스터들이 당대 가장 앞서는 그래픽 표현기법을 도입하여 제작되었다는 점을 파악하고, 88서울올림픽 공식 포스터에서는 컴퓨터 그래픽을 시도하기로 했다. 하지만 1980년대 초반 국내 여건에서는 그러한 작업을 하기 어려웠기 때문에 조영제가 스케치한 포스터 아이디어를 평소 교류가 있던 일본의 컴퓨터그래픽 디자이너 겐다 에쓰오의 도움을 받아 포스터를 완성하였다. 서울올림픽의 성공적인 개최를 위해 서울올림픽대회조직위원회에서 디자인전문위원회가 중심적인 역할을 해나갈 수 있었던 데에는 조영제의 힘이 컸다.
한국 디자인의 여명기인 1960년대부터 활동하며 학계와 디자인계를 주도적으로 이끌어 온 조영제는 디자인산업의 기초를 마련하고 한국 디자인 발전에 기여한 공로로 1999년 국민훈장 ‘모란장’을 수훈하고 2012년 국내 처음으로 봉상균과 함께 ‘디자이너 명예의 전당(한국디자인진흥원)’에 헌정됐다. 국제적으로도 2015년 광주 김대중컨벤션센터에서 열린 국제디자인총회(2015 International Design Congress)에서 국제디자인협회(ico-D)로부터 디자인공로상 수상했다. 돌아가던 해인 2019년 9월 AGI 협회에서 Legacy Member로 선정됐다.
조영제는 디자인 교육자였을 뿐만 아니라 그가 설립한 디자인회사 CDR의 운영 및 성공적인 CI 개발 경험을 통해 아트디렉터로서의 새로운 디자이너 상을 제시하였고 강력한 리더십과 디자인 매니지먼트 역량을 보여주었다. 조영제에게 있어서 디자인은 ‘생각하는 작업’이었고 그는 젊은 시절부터 디자인 콘셉트와 현대적인 디자인 감각을 중시하고 항상 새롭고 합리적인 시각커뮤니케이션 방법을 찾고자 했다. 또한, 디자이너의 사회적 위상이 낮았던 1950년대 중반에 디자인을 공부한 조영제는 디자인 분야가 하나의 독립된 전문 직종으로서 확실히 자리매김했으면 하는 바람에서 평생 디자이너의 권익을 지키기 위해 노력하는 삶을 살았다.

## 업적

### 경력
- 1965-2000 서울대학교 미술대학 디자인학부 교수
- 1972-1985 한국시각디자인협회(KSVD) 제2대, 3대, 6대, 7대 회장
- 1974 조영제 디자인 연구실(현재 CDR) 설립
- 1987-1989 세계그래픽디자인단체협의회(ICOGRADA) 이사
- 1986-1989 서울대학교 미술대학 학장
- 1997-2019 일본디자인학회 객원회원(Honorary Membership)
- 1994 한국시각정보디자인협회(VIDAK) 초대회장
- 1994-1995 산업디자인포장개발원(현 한국디자인진흥원) 이사
- 1995 한국디자인법인단체총연합회 초대회장
- 2000-2019 서울대학교 명예교수
- 2001 동서대학교 명예 디자인학 박사
- 2001-2007 동서대학교 디자인전문대학원 원장

### 자문
- 1966-1977 대한민국 상공미술전람회 추천작가 및 심사위원
- 1978-2019 대한민국 디자인 전람회 초대작가 및 심사위원
- 1973-1975 신세계백화점 상임자문위원
- 1974-1977 조선일보 광고대상 심사위원
- 1976-1982 대우그룹 기획조정실 디자인 고문
- 1983-1991 대우전자 디자인 고문
- 1979-1981 서울특별시 정책자문위원
- 1981-1992 제일기획 자문의원
- 1982-1988 서울올림픽대회조직위원회 디자인전문위원회 위원장
- 1984/1987 일본 Morisawa Awards, International Typeface Competition 국제 심사위원
- 1986-1995 체신부 정책자문위원회 우표심의분과 심의위원
- 1990-1993 대전엑스포조직위원회 디자인 자문위원
- 1998 홍콩디자인협회(HKDA)주최 ‘디자인98’ 국제 심사위원
- 2000-2019 한국디자인학회 고문 및 명예회원
- 2001-2007 일본 아시아 디지털아트 어워드 국제 심사위원
- 2006 '제1회 크리에이티브 디자이너스 어워드' 심사위원

### 수상
- 1989 대통령 표창, 서울올림픽 디자인전문위원장 공로
- 1994 동탑산업훈장 수훈, 대전엑스포 디자인자문 공로
- 1999 국민훈장 모란장 수훈, 디자인 발전을 위한 공로
- 2008 디자이너 명예의 전당 헌정, 부산디자인센터
- 2012 디자이너 명예의 전당 헌정, 한국디자인진흥원
- 2015 국제디자인총회 국제디자인협회(ico-D) 디자인공로상 수상
- 2019 AGI협회 Legacy Member 선정

### 초청강연 및 전시
- 1976 조영제디자인展-DECOMAS사례전, 신세계미술관
- 1984 일본 가쓰미 마사루(勝見勝) 추모 초대전(紙上展)출품
- 1984 KSVD+JAGDA 교류전 포스터 '交' 출품, AXIS갤러리 (일본)
- 1986 '86아시안게임 포스트 카드展', 윤갤러리
- 1986 국제디자인 심포지움'86 초청강연 (일본)
- 1989 JAGDA·ICOGRADA 공동 주최 Pan-Pacific Design Congress '89 Tokyo 초청강연
- 1992 중국광고연합총공사 주최 '92 베이징국제광고세미나 초청강연
- 1993 Rhode Island School of Design 초청 강연 및 전시회 (미국)
- 1993 The International Symposium '93 on 'Design of Amenity 초청강연 (일본)
- 1994 중국광고연합총공사 주최 '94 베이징국제광고세미나 초청강연 (중국)
- 1995 '95베이징 CI 대회 초청강연 (중국)
- 1995 '조영제의 그래픽 세계' 작품집 발행 및 출판기념회, 호텔신라 영빈관
- 1996 서울대학교 개교50주년 기념 초대전 출품, 서울대학교 박물관
- 1997 2002월드컵 엠블럼과 마스코트 제정을 위한 한일 세미나 주제강연
- 1999 '동아시아 문자예술의 현재'展 출품, 예술의 전당 서예관
- 2000 ICOGRADA 서울 대회 '어울림' 초청강연
- 2000 동서대학교 주최 국제 디자인 학술대회 초청강연
- 2004 디자인 코리아 북경대회 초청강연
- 2004 베이징 복장학원 디자인 초청강연 (중국)
- 2004/2005년 베이징 칭화대학 미술학원 초청강연 (중국)
- 2000/2005년 나가오카 조형대학교 초청강연 (일본)
- 2005 The Graphic Imperative International Posters for Peace,Social Justice & the Environment 1965-2005 출품 (미국)
- 2011 Exhibition of Taiwan's 100Years of Design 출품, 대만국립역사박물관
- 2013 디자이너 명예의 전당 초대헌정 기념전, 코리아디자인센터
- 2013 한국 디자인의 새벽展, 서울대학교 미술관 MOA
- 2015 한•일 국교정상화 50주년 기념 “交, 향”전 초대, 국립현대미술관 서울관
- 2019 홍콩 M+디자인박물관 작품 소장

## 작품활동
- 1956 대한민국미술전람회 공예부 입선 '가리개'
- 1957 대한민국미술전람회 공예부 특선 '월정(月情)', 입선'석류( 柘榴)'
- 1963 대한중석 심벌마크 현상 공모 당선
- 1963 조흥은행 캘린더 디자인
- 1964 제3회 新象展 출품_무제
- 1965 서울은행 집회소(현 전국은행연합회) 현관 모자이크 제작
- 1966 제1회 대한민국 상공미술전람회 출품 'KOREA' 관광포스터
- 1966 조흥은행 본점 신축 로비 모자이크 및 외벽 부조 제작
- 1969 'Comer' 상품포스터, 제4회 대한민국 상공미술전람회 추천작가·심사위원작 출품
- 1970 '홍도' 관광포스터, 제5회 대한민국 상공미술전람회 추천작가·심사위원작 출품
- 1970 삼일로빌딩 모자이크 제작
- 1971 'MG5' 상품포스터, 제6회 대한민국 상공미술전람회 추천작가·심사위원작 출품
- 1971 한국과학기술원 심벌마크 디자인
- 1972 '비제바노' 상품포스터, 제7회 대한민국 상공미술전람회 추천작가·심사위원작 출품
- 1972 '맥스웰 커피', '펩시콜라','스카일론(Skylon)' 포스터, 제1회 한국그래픽디자인협회(KSGD) 창립전 출품
- 1973 'KAL' 관광포스터 2점, 제2회 한국그래픽디자인협회(KSGD) 회원전 출품
- 1974 '75캘린더 3점, 제3회 한국그래픽디자인협회(KSGD) 회원전 출품
- 1974 OB맥주 레이블 및 동양맥주주식회사 CI 개발
- 1975 '경포대' 관광포스터, 제10회 대한민국 상공미술전람회 추천작가·심사위원작 출품
- 1975 '가족계획' 포스터 2점, 제4회 한국그래픽디자인협회(KSGD) 회원전 출품
- 1975 제일모직 CI, 제일제당 CI 개발
- 1976 신세계백화점 CI, 서울대학교 VI 리뉴얼 개발
- 1976 제일제당 선물 세트 디자인
- 1976 '자연보호' 포스터 2종, 제5회 한국그래픽디자인협회(KSGD) 회원전 출품
- 1977 '총화' 새마을 포스터, 제12회 대한민국 산업디자인전람회 출품
- 1978 제일합섬 CI 개발, 한국종합금융 심벌마크 디자인, OB 캔맥주 디자인
- 1979 한국외환은행 CI 개발, 리버사이드호텔 심벌마크 디자인
- 1980 삼립식품 CI 개발
- 1981 국민은행 CI, 대림산업 CI, 대한교육보험 CI, 한국산업은행 CI 개발
- 1981 '자연보호' 포스터, 제16회 대한민국산업디자인전람회 초대작가 출품
- 1982 경기은행 CI 개발
- 1982 '88서울올림픽 포스터, 제10회 한국시각디자인협회(KSVD) 회원전 출품
- 1983 동아제약 CI, 피어리스 CI, 한국투자신탁 CI 개발
- 1984 코카콜라 포스터 'Enjoy Coca Cola' 2종, 제19회 대한민국산업디자인전람회 초대작가 출품
- 1984 주식회사 럭키 CI 개발
- 1985 서울올림픽대회 공식 포스터 디자인 발표 '화합과 전진’
- 1985 서울올림픽대회 공식 포스터 디자인 발표 '화합과 전진’
- 1985 '86아시안게임,'88서울올림픽 종목별 픽토그램 32종 디렉션
- 1985 동서식품 CI·BI, 한국교원대학 심벌마크 디자인
- 1985 '85 크리스마스실 디자인, 대우합창단 제6회 정기연주회 포스터, 12대 국회의원 총선거 포스터 디자인
- 1986 기아자동차 CI, 포항공과대학 심벌마크 디자인
- 1986 월간디자인 창간 10주년 겸 100호 기념 특집호 표지 및 포스터 디자인
- 1986 아시안게임 기념엽서 디자인, 올림픽 기념우표 8종 디자인
- 1987 '닥스(DAKS)' 포스터, 제19회 대한민국산업디자인전람회 초대작가 출품
- 1987 독립기념관 개관기념 우표, 전화시설 1000만회선 돌파기념 우표 디자인
- 1987 서울올림픽대회 스포츠 픽토그램 30종 디렉션
- 1988 서울올림픽대회 스포츠 포스터 시리즈(27점) 디자인
- 1988 대우증권 CI, 충북은행 CI, 동남증권 CI, 이건산업 CI, 한국무역협회 CI, 코오롱패션연구원 VI 개발
- 1989 일본 디자인 잡지 'IDEA' 표지 디자인(213호-3월호)
- 1989 한국장기신용은행 CI, 동양맥주 'OB슈퍼드라이' BI, 주식회사 남성 CI 및 'CROWN' BI 개발
- 1990 일본 디자인 잡지 <포트폴리오(Portfolio)> 표지 디자인
- 1990 대전엑스포'93 BIE공인 기념우표 2종 디자인
- 1991 대전엑스포'93 기념우표 2종 디자인
- 1991 삼성중공업 CI, 동양화재해상보험 VI, 삼도그룹 CI, 삼미그룹 CI, 전북은행 CI, 데이콤 CI, 동서식품 '맥스웰', '맥심', '프리마', '동서벌꿀' BI 개발
- 1991 '애플컴퓨터' 포스터, 제17회 한국시각디자인협회(KSVD) 회원전 출품
- 1991 '심포니코리아 환상곡' 포스터, 제26회 대한민국산업디자인전람회 초대작가 출품
- 1991 기아자동차 아산만 공장 상징 조형물 디자인
- 1991 대전세계박람회 공식 포스터 디자인
- 1992 동양맥주 'OB Sky' BI, 두산음료 '미니라운지' BI, 두산식품 그린빌 BI, 강원은행 CI 개발
- 1992 기아자동차 소하리 기술연구소 조형물 디자인
- 1992 대전엑스포'93 기념우표 2종 디자인
- 1992 국립현대미술관 백남준 초대전 포스터 디자인
- 1993 패션브랜드 '타임' BI, 현대건설 주택사업본부 VI, 기아자동차 CI, OB씨그램 CI, '미라스트로' BI, '더 메자닌' BI, '모든아이' BI 개발
- 1993 국립현대미술관 '휘트니 비엔날레 서울' 포스터 디자인
- 1994 코오롱상사 '르페' BI, 남양알로에 '비베르' BI, 한섬 '시스템' BI 개발
- 1995 코오롱상사 '코오롱모드' 5개 브랜드 BI 개발
- 1995 2002 월드컵 유치 포스터 디자인
- 1995 '우리는 하나'(Unification) 포스터, 한국시각정보디자인협회(VIDAK) 창립 전시회 출품
- 1996 한겨레신문 제호 디자인
- 1997 아남그룹 CI 개발
- 1998 <한국 전통 문양의 현대적 표현> 연구 개발
- 1999 ‘자화상’, '2002 한·일 월드컵', ‘오감도’ 포스터 디자인
- 2003 한샘인테리어 아트 에이프런(Art Apron) 27종 디자인

## 관련서적

### 국내서적
- <조영제의 그래픽세계> 안그라픽스,1995
- <한국 디자인사 수첩_한국의 폴 랜드, 조영제를 인터뷰하다> 강현주 지음, 디자인플럭스, 2010
- <비바프로젝트_조영제> 안그라픽스, 2010

### 국외서적
- 1983년 <COCOMAS Series B6> 국민은행 CI사례 수록(일본)
- 1983년 <World Trademarks & Logotypes> CI사례 9종 수록(일본)
- 1984년 <Graphic Elements of the World Vol.1> CI사례 5종 수록(일본)
- 1986년 일본 디자인잡지 <IDEA>(199호)에 기고 및 수록(일본)
- 1987년 <World Trademarks & Logotypes Vol.2> CI사례 2종 수록(일본)
- 1988년 <World Graphic Design Now 1> '자연보호', '코카콜라' 포스터(일본)
- 1989년 <World Graphic Design Now Vol.4> CI사례 수록(일본)
- 1989년 <International Corporate Design System> 기아자동차 사례 수록(미국)
- 1991년 <World Trademarks & Logotypes Vol.3> CI사례 3종 수록(일본)
- 1994년 <Who's Who in Graphic Design> 4종 수록(스위스)